# Verda Erman
Verda Erman (Estambul, 19 de diciembre de 1944 - París, 21 de julio de 2014) fue una pianista turca.

## Biografía
Nacida en Estambul en 1944, comienza su carrera de pianista a los cuatro años. Después inició los estudios en el Conservatorio Municipal de Estambul. En 1957, estudió en el Conservatorio de París, según la ley turca núm. 6660 sobre niños estudiantes con "talentos extraordinarios". Estudió con la pianista francesa Lucette Descaves y se graduó en el conservatorio con los más altos honores. Erman, después, trabajó con el pianista Lazare Lévy para mejorar las habilidades en el piano. También se inscribió en clases de contrapunto y armonía del compositor francés Noël Galó. Dio una serie de conciertos en París antes de volver a Turquía.
Erman realizó conciertos con la Orquestra Sinfónica Presidencial de Turquía. Ganó el primer premio en el Concurso Marguerite Long-Jacques Thibaud (denominado actualmente Concurso Long-Thibaud-Crespin) en París en octubre de 1963. En 1965, Erman obtuvo el segundo premio del Concurso de Piano Internacional del Canadá.
Verda Erman fue honrada como Artista del Estado el 1971, año en que se creó ese título honorífico. A partir de entonces, viajó extensamente por todo el mundo como música invitada. Realizó exitosos recitales en Belgrado, París, Montreal y Bucarest. El pianista Rudolf Serkin la invitó al Marlboro Music School and Festival de Vermont. Continuó actuando con la Orquesta Sinfónica Presidencial de Turquía como solista en giras europeas de la orquesta.
Artista del Estado (Devlet Sanatçısı), la distinción máxima de Turquía para los artistas, desde 1971, Erman murió en París el 21 de julio de 2014, de leucemia, a la edad de 70 años.